# 村田辰美
村田 辰美（むらた たつみ、1952年7月9日 - ）は、秋田県横手市出身の元プロ野球選手（投手）・コーチ、解説者・評論家。

## 経歴

### プロ入り前
横手市立金沢小学校、横手市立金沢中学校を卒業後、秋田県立六郷高等学校に進学。1試合18奪三振で無安打に抑えたにも関わらず、試合に敗れた、いわゆる「ノーヒットありラン」を経験。高校卒業後は三菱自動車川崎に入社。菅野光夫とは三菱自動車川崎時代のチームメイト。
1974年の都市対抗野球では、菅野と共に東芝の補強選手として出場し、チームの準決勝進出に貢献。

### 現役時代
1974年のドラフト2位で近鉄バファローズに入団。当初は中継ぎ、特に対左打者用ワンポイントとして起用された。
コントロールに難があり登板機会に恵まれなかったが、入団4年目にサイドスローに転向し飛躍する。
1979年から先発に転向。6月26日の前期優勝のかかった対南海戦で完投し、引き分けとして前期優勝を決め胴上げ投手になっている。同年は初の二桁となる12勝を挙げ、初めて規定投球回（リーグ6位、防御率3.42）に達し、チーム初のリーグ優勝に大きく貢献する。広島との日本シリーズでは2試合に登板、第3戦で先発し4回を1失点に抑えるが勝敗はつかなかった。
1980年はシーズン38被本塁打を喫するなど打ち込まれるケースが目立つ。打線の援護もあって7勝7敗と勝敗は五分だったが、防御率は6.22と悪化する。チーム順位、個人記録とも1年2シーズン制を採っていた1937年の秋シーズンに、重松通雄が7.20、繁里栄が6.11を記録した例を除けば、規定投球回到達者で防御率が6点以上だったのは村田が日本プロ野球史上初めてで、この数字は2004年に斉藤和巳が6.26を記録するまで破られなかった。広島との日本シリーズでは3試合に登板。第3戦で先発し5回を1失点と好投。近鉄が3勝2敗と王手をかけた第6戦でも先発するが、初回に水谷実雄に満塁本塁打を喫し降板、敗戦投手となっている。
1981年には、同じく7勝7敗ながら防御率3.34（リーグ7位）と改善、その後も主力投手として活躍する。
1986年には開幕投手を務め（翌年まで）、小野和義と並ぶチーム最多の14勝を挙げる。
1988年にも10勝と二桁勝利を挙げた。
1989年は後半戦以降一軍での出場が少なくなり、チームはリーグ優勝し村田も日本シリーズではリリーフで登板はしたが、シーズンオフに横浜大洋ホエールズに金銭トレードで移籍。
1990年、肩の故障に苦しみわずか4試合の登板に終わりこの年限りで現役引退。

### 引退後
引退後は読売テレビ・ラジオ大阪野球解説者（1991年 - 1992年）を経て、監督の鈴木啓示に呼ばれて、古巣・近鉄の一軍投手コーチ（1993年 - 1995年）を務めた。退団後はフジテレビ・関西テレビ（1996年 - 2002年）、ラジオ大阪（1996年 - 2007年）で野球解説者を務め、関テレ・フジではプロ野球ニュース、感動ファクトリー・すぽると!に出演。2007年まではJ SPORTS野球解説者も務め、解説業の傍らで2001年からプロ野球マスターズリーグの大阪ロマンズに参加。毎年好成績を残し、タイトルを多数獲得している。その後はデイリースポーツ野球評論家に専念していた。
2018年11月6日に村上隆行の後任として、関西独立リーグ（発表当時はBASEBALL FIRST LEAGUE）に所属する06BULLSの第2代監督に就任することが発表された。2シーズン務め、2020年のシーズン終了後に退任した。退任後もサポート&アドバイザーとして06BULLS→大阪ゼロロクブルズに携わっていた。正式な退任発表はなかったが、2025年2月時点で球団ウェブサイトの掲載がなくなった。

## 詳細情報

### 年度別投手成績
| 年 度      | 球 団      | 登 板 | 先 発 | 完 投 | 完 封 | 無 四 球 | 勝 利 | 敗 戦 | セ 丨 ブ | ホ 丨 ル ド | 勝 率 | 打 者 | 投 球 回 | 被 安 打 | 被 本 塁 打 | 与 四 球 | 敬 遠 | 与 死 球 | 奪 三 振 | 暴 投 | ボ 丨 ク | 失 点 | 自 責 点 | 防 御 率 | W H I P |
| ---------- | ---------- | ----- | ----- | ----- | ----- | -------- | ----- | ----- | -------- | ----------- | ----- | ----- | -------- | -------- | ----------- | -------- | ----- | -------- | -------- | ----- | -------- | ----- | -------- | -------- | ------- |
| 1975       | 近鉄       | 11    | 0     | 0     | 0     | 0        | 0     | 0     | 0        | --          | ----  | 90    | 20.0     | 19       | 3           | 9        | 0     | 0        | 6        | 1     | 0        | 11    | 6        | 2.70     | 1.40    |
| 1977       | 近鉄       | 15    | 0     | 0     | 0     | 0        | 0     | 0     | 0        | --          | ----  | 132   | 30.1     | 38       | 6           | 8        | 0     | 0        | 6        | 0     | 0        | 19    | 13       | 3.86     | 1.52    |
| 1978       | 近鉄       | 37    | 2     | 1     | 0     | 1        | 5     | 2     | 1        | --          | .714  | 277   | 73.2     | 61       | 3           | 8        | 0     | 3        | 21       | 0     | 0        | 16    | 15       | 1.83     | 0.94    |
| 1979       | 近鉄       | 43    | 26    | 11    | 3     | 2        | 12    | 8     | 2        | --          | .600  | 786   | 192.1    | 207      | 23          | 34       | 0     | 4        | 98       | 1     | 0        | 81    | 73       | 3.42     | 1.25    |
| 1980       | 近鉄       | 36    | 18    | 3     | 0     | 0        | 7     | 7     | 2        | --          | .500  | 625   | 136.0    | 165      | 38          | 57       | 1     | 6        | 52       | 0     | 0        | 105   | 94       | 6.22     | 1.63    |
| 1981       | 近鉄       | 37    | 17    | 5     | 3     | 1        | 7     | 7     | 0        | --          | .500  | 651   | 150.2    | 156      | 12          | 46       | 4     | 11       | 80       | 1     | 0        | 62    | 56       | 3.35     | 1.34    |
| 1982       | 近鉄       | 25    | 19    | 10    | 1     | 1        | 7     | 11    | 2        | --          | .389  | 582   | 136.2    | 135      | 18          | 40       | 3     | 13       | 51       | 0     | 0        | 71    | 65       | 4.28     | 1.28    |
| 1983       | 近鉄       | 25    | 9     | 4     | 0     | 0        | 2     | 6     | 0        | --          | .250  | 371   | 86.1     | 94       | 8           | 32       | 3     | 5        | 25       | 0     | 0        | 55    | 48       | 5.00     | 1.46    |
| 1984       | 近鉄       | 36    | 19    | 1     | 0     | 0        | 4     | 9     | 0        | --          | .308  | 473   | 110.1    | 106      | 16          | 46       | 1     | 5        | 31       | 0     | 1        | 66    | 59       | 4.81     | 1.38    |
| 1985       | 近鉄       | 36    | 28    | 9     | 0     | 0        | 9     | 14    | 2        | --          | .391  | 828   | 184.2    | 202      | 21          | 81       | 10    | 8        | 57       | 1     | 0        | 101   | 91       | 4.44     | 1.53    |
| 1986       | 近鉄       | 30    | 27    | 5     | 2     | 0        | 14    | 10    | 0        | --          | .583  | 769   | 181.0    | 198      | 30          | 53       | 1     | 6        | 84       | 1     | 0        | 92    | 82       | 4.08     | 1.39    |
| 1987       | 近鉄       | 33    | 12    | 1     | 0     | 1        | 4     | 7     | 1        | --          | .364  | 420   | 93.1     | 115      | 18          | 26       | 2     | 9        | 36       | 1     | 1        | 57    | 51       | 4.92     | 1.51    |
| 1988       | 近鉄       | 22    | 21    | 5     | 1     | 2        | 10    | 3     | 0        | --          | .769  | 516   | 124.2    | 128      | 12          | 28       | 4     | 2        | 44       | 0     | 0        | 49    | 46       | 3.22     | 1.25    |
| 1989       | 近鉄       | 14    | 13    | 0     | 0     | 0        | 4     | 6     | 0        | --          | .400  | 300   | 67.1     | 81       | 12          | 27       | 1     | 4        | 25       | 0     | 0        | 43    | 41       | 5.48     | 1.60    |
| 1990       | 大洋       | 4     | 0     | 0     | 0     | 0        | 0     | 0     | 0        | --          | ----  | 31    | 7.2      | 7        | 0           | 0        | 0     | 1        | 7        | 0     | 0        | 3     | 3        | 3.52     | 0.91    |
| 通算：15年 | 通算：15年 | 404   | 211   | 55    | 10    | 8        | 85    | 90    | 10       | --          | .486  | 6851  | 1595.0   | 1712     | 220         | 495      | 30    | 77       | 623      | 6     | 2        | 831   | 743      | 4.19     | 1.38    |

- 各年度の太字はリーグ最高

### 表彰
- 月間MVP：1回 （1986年4月）

### 記録
初記録
- 初登板：1975年4月6日、対阪急ブレーブス前期2回戦（阪急西宮球場）、5回裏に3番手で救援登板、3回無失点
- 初奪三振：同上、7回裏にバーニー・ウイリアムスから
- 初勝利：1978年6月1日、対南海ホークス前期9回戦（日生球場）、5回表無死に2番手で救援登板・完了、5回無失点
- 初セーブ：1978年6月21日、対阪急ブレーブス前期11回戦（藤井寺球場）、9回表に3番手で救援登板・完了、1回無失点
- 初先発：1978年7月16日、対ロッテオリオンズ後期3回戦（秋田市営八橋球場）、5回3失点で敗戦投手
- 初先発勝利・初完投勝利：1978年9月3日、対ロッテオリオンズ後期10回戦（川崎球場）、9回1失点
- 初完封勝利：1979年5月2日、対西武ライオンズ前期4回戦（平和台球場）

節目の記録
- 1000投球回：1985年6月22日、対西武ライオンズ8回戦（藤井寺球場）、5回裏3死目に達成
- 1500投球回：1988年9月4日、対阪急ブレーブス22回戦（藤井寺球場）、8回表3死目に達成

その他の記録
- 1イニング3与死球：1981年4月8日、対南海ホークス戦、8回 ※NPB史上4人目[9]
- オールスターゲーム出場：3回 （1979年、1982年、1985年）

### 背番号
- 34 （1975年 - 1990年、2019年 - ） ※2021年以降はアドバイザーだが背番号あり
- 80 （1993年 - 1995年）

## 関連情報

### 出演番組
よみうりテレビ（1991年 - 1992年）
- 劇空間プロ野球
- まるごとバファローズタイム

関西テレビ・フジテレビ（1996年 - 2002年）
- 熱チュー!プロ野球（ローカル中継のタイトルは「プロ野球中継」）
- プロ野球ニュース
- 感動ファクトリー・すぽると!

ラジオ大阪（1996年 - 2007年）
- 近鉄バファローズナイター
- ラジオ大阪ドラマティックナイター
- オリックス・バファローズ ナイトスタジアム

J SPORTS（ - 2007年）
- J SPORTS STADIUM